# Matthias II av Lothringen
Matthias II av Lothringen, född 1193, död 1251, var regerande hertig av Lothringen från 1220 till 1251.